# 霊幻道士XI 燃えよ!九叔道士の桃剣
『霊幻道士XI 燃えよ!九叔道士の桃剣』（れいげんどうしイレブン もえよ!がうどうしのももけん、原題：至尊先生之金蝉蛊、英題：Mr.Zombie2021）は、2021年公開の中国のアクション・ホラー・コメディ映画。
2021年6月26日から、中国の動画配信サイト愛奇芸（iQiyi、アイチーイー）で配信された。日本では劇場未公開で、霊幻道士シリーズ11作目としてソフト化された。

## ストーリー
ある夜、ユエンフェン（円豊）商会のスン社長の家に妖怪が現れる。そこへハオ道士がやってきてお札の法術で動きを封じ、桃剣で退治する。しかし、その妖怪は実はモンチョイが化けた姿で、芝居で金を巻き上げていたのだ。
ツァントン（蒼桐）村はずれの西山で、ハオ道士達が10里内の妖怪を退治する厄払いを終えて帰宅すると、タンフォン（唐楓）旅館のチエン番頭が助けを求めてやって来た。ハオ道士は、チエン番頭が持っていた懐中時計を見て、過去の惨劇の記憶が蘇る。チエン番頭の依頼は、数日前に病死し、昨日埋葬したはずの息子の嫁の死体が、今日戻ってきたというのものだった。その死体をチュウサムとモンチョイに見張らせるが、チュウサムはこっそり抜け出し、恋人である村長の娘シャオインに会う。そこに現れた男のキョンシーにシャオインが襲われてしまう。一方、チエン家ではモンチョイがキョンシー化した嫁の死体に襲われ、ハオ道士に助けを求める。ハオ道士は八卦鏡と桃剣でこれを倒すが、死体から無数の蟲が這い出て来て蟲毒が原因と判明する。その頃、チエン番頭もまた蟲毒で殺害されていた。
ハオ道士と弟子達は、シャオインの誕生日を祝うために村長の家に向かい、保安隊のリウ隊長と共にシャオインの警護をすることとなる。夜、チュウサムがシャオインに化けて囮となり、現れたキョンシーを紅縄で捉えるも、引きちぎられて逃げられる。ハオ道士とモンチョイが追うが、妖術にかかって見失い、その隙にムークーター（木庫塔）にシャオインが拐われてしまう。
林に落ちていたユエンフェン商会の巾着袋から、スン社長に辿り着き尋問すると、従業員のリウサンが形見である黄金のカエルの置物を壊したため、折檻して殺してしまったという。ハオ道士達は西村の外れにあるリウサンの家を捜索していると、死んだはずのリウサンが現れる。ハオ道士がリウサンを捕らえるが、蟲毒の力でキョンシー化して逃げられ、チュウサムが傷付き蟲毒に侵されてしまう。ハオ道士は、師匠であるガウ道士（ラム道士）の位牌（「尊師林公祖師之霊位」）の前で、幼少の頃の師匠との思い出を回想し、真相を突き止めることを誓う。
そんな中、村ではチーユエン（岐元）教の使者が人々に布教し、捕らえたキョンシーを妖術で燃やしてみせる。ハオ道士は、この使者に追跡の術（跟踪符）を使って羅針盤で追いかけるが、鬼打牆（きだしょう）で退けられる。チーユエン教は続々と信徒を増やしていた。ハオ道士は、今回の事件は全て教団が信徒を増やすために裏で糸を引いていたと村長に報告する。しかし、妖怪の衣装が村人に見つかり、逆にハオ道士達に嫌疑がかかって袋叩きにされる。そこへキョンシー化したチュウサムが乱入して暴れるが、ハオ道士とモンチョイが二人がかりで抑え込んで餅米の風呂に入れ治療する。村人からは「詐欺師のハオ」と呼ばれ、完全に信頼を失ってしまったハオ道士は、嘆き悲しむモンチョイに「私は十数年かけても師匠のようにはなれなかった。私のようになるな。役立つ人になれ」と諭す。やがてチュウサムは回復し、荒らされた家を片付けていると、床下からトンチョン（通蟲）秘本を見つける。それは古代から伝わるミャオ族秘伝の蟲毒術の書で、『本草綱目』にもあるように五毒は魂を侵して死者を操り、「水陰を鏡とし、火が体に降り注ぐ。苦玄を祭り、蒼龍が神を送る。蟲は魂に入り込み、蟲毒を盛る。凡竜は蘇り、神の体を手に入れる」と書かれてあり、師匠から受け継いだ桃剣も描かれていた。
その夜、チーユエン教の道士が現れ、ハオ道士は連れ去られてしまう。教団のアジトには、捕まったシャオインとスン社長がいた。そしてハオ道士は教祖と因縁の再会を果たす。この教祖こそが師匠を殺した犯人だったのだ。教祖はリウサンとチエン家の嫁を蟲毒で操り、水陰の日生まれのシャオインを誘拐させ、苦玄の命のモンチョイを捕らえに来た。また、難火の命であるスン社長を拐い、不安を煽るためにチエン番頭を殺害した。そして、蒼龍のハオ道士を捕まえて生贄とし、新たな体を手に入れるのが真の目的だったのだ。一計を案じてチュウサムとモンチョイがムークーターに変装していたのがばれ、信者達と乱闘になるが、ハオ道士も蟲に侵され、皆捕まってしまう。4人の生贄によって、教祖は最強の力を手に入れてしまう。教祖がシャオインにトドメを刺そうとした瞬間、ハオ道士が蘇り、間一髪で助ける。ハオ道士は教祖との戦いの最中、師匠から桃剣を継承された時の幻影を見る。すると秘められた桃剣の力が覚醒し、信者達を一瞬で貫いて蟲毒を浄化する。そして壮絶な法術合戦の末、教祖を打ち破る。
戦いの後、ハオ道士は村にズンジョン（尊正）学校を開く。ハオ道士がお金を集めていた理由は、学校を建てて子供達を教育し、民の迷信を根絶するためだったのだ。

## キャスト
| 役名                             | 俳優                         | 日本語吹替 |
| -------------------------------- | ---------------------------- | ---------- |
| ハオ道士（豪哥）                 | チン・シュウホウ（錢小豪）   | 塩屋翼     |
| チュウサム（秋生）               | ユエン・ホンヤン（袁紅陽）   | 寸石和弘   |
| モンチョイ（文才）               | リー・ディエンズン（李殿尊） | 青木強     |
| シャオイン（小英）               | シー・シュエジン（石雪婧）   | 渡邉佳美   |
| ガウ道士（九叔道士）             | リウ・ティエジュー（劉鉄柱） |            |
| 教祖（教主）                     | 周小川                       | 栗田圭     |
| チーユエン教の道士               |                              | 蒼谷和樹   |
| リウ隊長（劉隊長）               | 王志鵬                       | 川上晃二   |
| 村長（何富紳）                   | 孫率航                       | 相樂真太郎 |
| スン社長（孫掌柜）               | 鳳翔                         | 鳩岡大輔   |
| チエン番頭（錢老板）             | 吳洪文                       |            |
| リウサン（劉三）                 | 申遠                         |            |
| リー（李老板）                   | 王新偉                       |            |
| ムークーター（木庫塔）（無頭人） | チェン・ロン（陳龍）         |            |
| ホワ（華姐）（劉太太）           | 孔星清                       |            |

## スタッフ
- 監督：ジャン・ウェイ（張偉）
- 脚本：ジュー・ズーファー（朱子發）、神煜婧
- 製作：尹興良、牟雪
- 製作総指揮：神煜婧
- 撮影指導：チャン･リー（昌樂）
- 編集：スン・ヤンリアン（孫彥梁）、張承譜
- 美術指導：王子超
- 視覚効果：王睿
- 音楽：董林、何泊辰
- アクション監督：王維韜

### 日本語版スタッフ
- 字幕翻訳：長夏実
- 吹替翻訳：藤原恵子